# Woodlark-Inseln
Die Woodlark-Inseln sind eine aus etwa zwanzig Inseln bestehende  Inselgruppe in der Salomonensee. Politisch gehören sie zur Provinz Milne Bay im südöstlichen Teil von Papua-Neuguinea.
Die größte Insel der Gruppe ist Woodlark, auch als Muyua bekannt. Vor Woodlarks Nordwestküste liegen u. a. Madau und Nusam. Der Südküste vorgelagert sind die Eilande Mapas und Aiun. Vor der Südostküste liegt Nubara. Hinzu kommt eine Vielzahl sehr kleiner Inseln nahe den Küsten der Hauptinsel Woodlark, unter anderem Reu.
Nach der Volkszählung von 2000 waren neben der Hauptinsel nur die westliche Nebeninsel Madau und die im Süden vorgelagerte Insel Mapas bewohnt.

## Liste der Inseln
Nachfolgend sind die neun größten Inseln aufgeführt:

| Inselname | Koordinaten           | Fläche (in km²) | Einwohner |
| --------- | --------------------- | --------------- | --------- |
| Woodlark  | 09° 07′ S, 152° 45′ O | 739             | 3.151     |
| Madau     | 09° 01′ S, 152° 27′ O | 32              | 758       |
| Nusam     | 09° 06′ S, 152° 26′ O | 0,56            | –         |
| Mapas     | 09° 14′ S, 152° 46′ O | 0,6             | 104       |
| Aiun      | 09° 18′ S, 152° 50′ O | 0,15            | –         |
| Vaviai    | 09° 16′ S, 152° 54′ O | 0,378           | –         |
| Reu       | 09° 15′ S, 152° 57′ O | 0,171           | –         |
| Nubara    | 09° 13′ S, 153° 06′ O | 1,12            | –         |
| Nasai     | 09° 12′ S, 152° 39′ O | 2,35            | –         |